# Карпаторусинский язык
Карпаторуси́нский язы́к (также русинский язык, угрорусский язык; самоназвания: русиньскый язык — в Словакии, русинська бисіда — на Украине, русинскый язык — в Венгрии, лемківскый язык — в Польше) — восточнославянский этнолект карпатских русин, распространённый в Восточной Словакии, на Западной Украине и (среди лемков) в Польше, отчасти в некоторых районах Венгрии и Румынии, а также среди потомков эмигрантов в США и Канаде. Один из двух русинских этнолектов наряду с имеющим большое число западнославянских черт южнорусинским языком. Имеет две кодифицированные формы: пряшевскую — в Словакии и лемковскую — в Польше (предпринимаются также попытки создания третьей литературной нормы, закарпатско-русинской, в украинском Закарпатье). По терминологии А. Д. Дуличенко карпаторусинский относится к малым славянским литературным языкам регионального (периферийного) типа. Карпаторусинские диалекты представляют собой продолжение диалектного континуума украинского языка. Согласно традиционному взгляду, принятому в украинской диалектологии, ареал карпаторусинского языка охватывает территории распространения лемковских, среднезакарпатских и отчасти бойковских говоров карпатской группы юго-западного украинского наречия. В Словакии, Польше и Румынии карпаторусинский (в терминах «русинский» или «лемковский») признан региональным языком, или языком национальных меньшинств.
Согласно данным переписей на русинском говорят в Словакии 55 469 человек (2011), на Украине — 6725 человек (2001), в Польше — 6279 человек (2011), в Венгрии — 1131 человек (2011), в Чехии — 777 человек (2011). Всего на карпаторусинском языке вместе с южнорусинским говорят свыше 100 тысяч человек. Вместе с тем, исследователи карпаторусинского отмечают противоречивость как статистических, так и оценочных данных о численности носителей этого языка. По некоторым оценкам численность говорящих на русинских языках может превышать 600 тысяч человек.
К особенностям карпаторусинского языка относят такие основные черты, как различение гласных фонем ы и и (континуантов праславянских *y, *ъ и *i); распространение в разных говорах гласных у, ÿ и i на месте праславянских новозакрытых *о, *е; стяжение гласных в основах настоящего времени глаголов на -aje-; наличие окончания -ме в формах глаголов в 1-го лица множественного числа настоящего времени; распространение польских, словацких и венгерских заимствований в лексике и т. д. Для лемковских диалектов, испытавших сильное влияние восточнословацкого и малопольского диалектов, характерно наличие парокситонического фиксированного ударения и некоторых других особенностей.
Первые письменные памятники тексты на церковнославянском языке с элементами живой карпаторусинской речи стали создавать на Подкарпатской Руси с XV века. Тексты на народном языке стали появляться с XVII века. Развитие письменности, грамматической и лексикографической кодификации, в первую очередь, у словацких русин, началось в XIX веке. Для современного карпаторусинского языка во всех регионах его распространения (в Польше, Словакии, Венгрии и на Украине) используется кириллическое письмо. Ранее в карпаторусинском Восточной Словакии и в некоторых изданиях на язычии в США отмечались попытки применить наряду с кириллицей также и адаптированную латиницу.

## Лингвогеография

### Ареал и численность

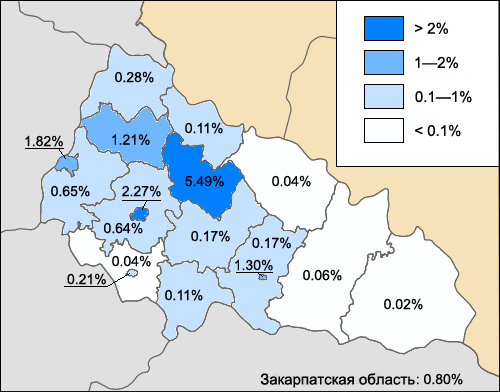
Численность русин по районам Закарпатской области по данным переписи 2001 года на Украине

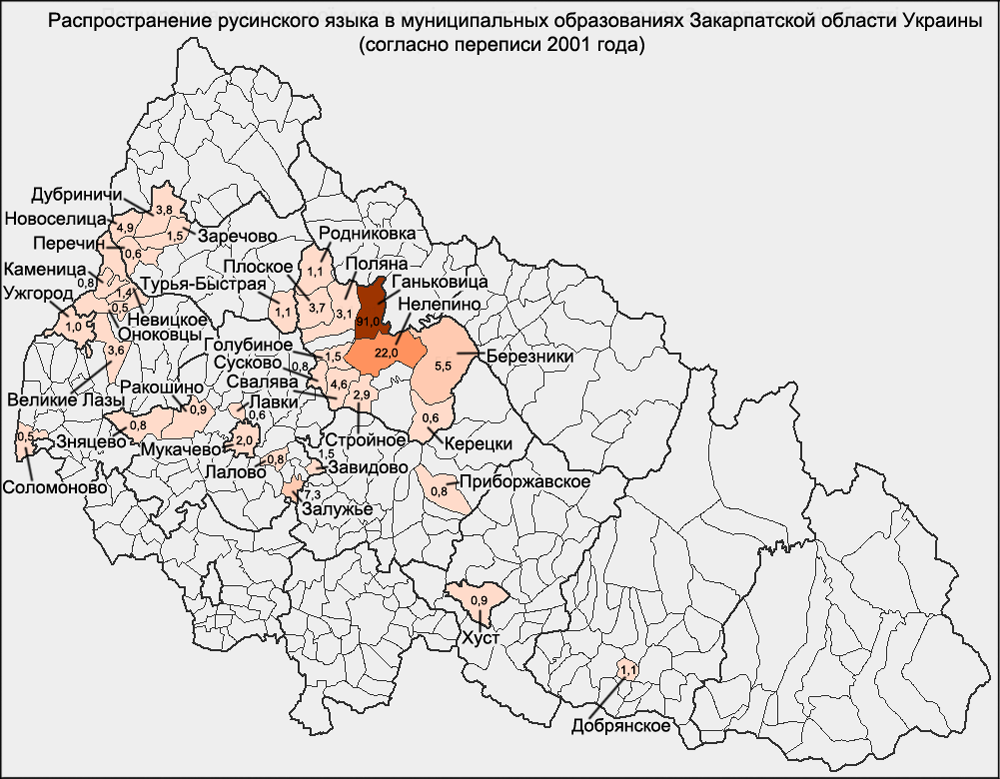
Распространение русинского языка в муниципальных образованиях Закарпатской области по данным переписи 2001 года на Украине

Исконной областью расселения карпатских русин является исторический регион Карпатская Русь, включающий как горные районы Карпат, так и равнинные районы Прикарпатья и Закарпатья. Этот регион представляет собой относительно компактный этноязыковой ареал, разделённый между несколькими государствами Восточной Европы. Большей частью носители карпаторусинского языка расселены среди славянских народов: на Украине — на Подкарпатской Руси (Закарпатская область), в Словакии — на Пряшевщине (северо-восточные районы Восточной Словакии) и в Польше — на Лемковщине (юго-восточные районы Польши), при этом часть русинов и лемков в результате переселений, в том числе и насильственных, живёт также в других частях Украины (Донецкая, Луганская и Кировоградская области) и других частях Польши (Возвращённые территории). Частично носители карпаторусинского языка проживают в неславянских ареалах: в виде островов на севере Венгрии и на севере Румынии (в основном, в Марамуреше). С 1880 годов часть карпатских русин эмигрировала в США (в северо-восточные и северные штаты, прежде всего, в Пенсильванию, Нью-Йорк, частично также Коннектикут и Нью-Джерси). Позднее часть русинов переселилась в Канаду.
По официальным данным переписи 2011 года в Словакии русинский назвали родным языком 55 469 человек (в 2001 году — 54 907 человек), языком домашнего общения — 49 860 человек, языком, используемым в общественной жизни — 24 524 человека. Часть восточнославянского населения Словакии (5689 человек) определила свой родной язык как украинский. К этническим русинам отнесли себя 33 482 гражданина Словакии (24 201 — в 2001 году, 17 197 — в 1991 году).
На Украине русинский назвали родным 6725 человек из 10183 лиц русинской национальности, 3156 русин родным указали украинский, также украинский назвало родным подавляющее число из 672 лемков (2001).
По переписи 2011 года в Польше лемковский назвали родным 4454 человека, языком домашнего общения — 6279 человек (1380 — единственным, 4747 — одним из двух наряду с польским). Всего лемков в Польше по сведениям переписи 10 531 человек (5863 — в 2002 году), из них 5612 человек указали лемковскую как единственную национальность, 7086 человек — как первую, 3445 — как вторую, 3621 человек — как первую или вторую наряду с польской.
По данным переписи 2011 года в Венгрии родным назвали русинский язык 999 человек (в 2001 году — 1113 человек), языком домашнего общения — 1131 человек (в 2001 году — 1068 человек) из 3332 русин. Согласно переписи 2011 года в Чехии 777 человек указали как родной язык русинский, при этом русинскую национальность указали 739 человек. В США по данным 2010 года насчитывалось 6900 русин, в России по данным 2010 года — 225 русин. Сведения о том, сколько из них сохраняют родной язык отсутствуют.
По мнению А. Д. Дуличенко, статистические сведения о численности носителей карпаторусинского языка, в том числе и «американского карпаторусинского» являются в значительной степени противоречивыми. В частности, чешский исследователь М. Вашичек указывает на то, что в действительности число носителей карпаторусинских говоров с самоназванием «руснаки» в Словакии намного выше, чем приводится в статистических данных. Он отмечает, что в обследуемых им населённых пунктах с преобладающим восточнославянским населением данные переписи показывают, что русины нередко записывают себя словаками, а своим родным языком называют словацкий. Так, например, по оценке канадского исследователя П. Р. Магочи, в Словакии живёт около 130 000 русин, в несколько раз больше, чем указывается в официальных данных переписи населения. Таким же образом большая часть украинских русин называют в переписях родным украинский язык. Так, по оценке интернет-издания Ethnologue в 2000 году на Украине число говорящих по-русински достигало 560 тысяч человек. Вероятно, занижено число носителей севернолемковского варианта русинского языка, поскольку по оценочным данным в Польше их проживает до 60 000 человек, на Украине — несколько десятков тысяч.
С. С. Скорвид приводит оценку общей численности носителей карпаторусинского и южнорусинского в более чем 100 000 человек. В справочнике Ethnologue приводятся оценочные данные носителей всех русинских языков в 636,23 тысяч человек.
По итогам переписи и оценочным данным в различных государствах численность владеющих карпаторусинским языком составила:
| Страны мира | численность (чел.) | год переписи /источник | год оценки /источник |
| ----------- | ------------------ | ---------------------- | -------------------- |
| Словакия    | 55 469             | 2011                   | 2004                 |
| США         | 6900               | 2010                   |                      |
| Украина     | 6725               | 2001                   | 2000; 2011           |
| Польша      | 6279               | 2011                   | 2011                 |
| Венгрия     | 1113               | 2011                   |                      |
| Чехия       | 777                | 2011                   |                      |
| Россия      | 225                | 2010                   |                      |

### Социолингвистические сведения
В 2019 году группа языковедов (А. Д. Дуличенко, Ю. Рамач, М. Фейса и Х. Медеши) предложила разделить карпаторусинский и южнорусинский идиомы, ранее считавшиеся в Международной организаций по стандартизации (ИСО) двумя разновидностями русинского языка. Для первого идиома, распространённого в карпатском регионе, было предложено название «восточнорусинский язык». Для второго, распространённого в паннонских регионах, — «южнорусинский язык». Предложение было направлено в организацию ИСО, которая отклонила его в начале 2020 года. Осенью 2020 года было отправлено новое предложение в Международную организацию по стандартизации, в котором карпаторусинскому идиому предполагалось оставить общее название всех русинских идиомов «русинский язык» (англ. Ruthenian language) с кодом rue, а южнорусинскому изменить название на «рутенский (руснацкий) язык» (англ. Ruthenian with additional name Rusnak). Предложение было принято в январе 2022 года.
Сфера использования современного языка прикарпатских русин помимо бытового общения включает создание художественной литературы, издание периодики, общение в учреждениях культуры, школьное образование, церковную службу, театральные постановки, радиовещание и ограниченно (в Словакии) телевещание и некоторые административные функции.
Многие носители карпаторусинского говорят на государственных языках тех стран, в которых они живут. Наряду с родным языком они владеют польским, словацким, украинским, русским, венгерским, румынским, английским и другими языками.
В украинском Закарпатье карпаторусинский язык поддерживается в основном издательством В. Падяка, публикующим на нём книги, при этом он до сих пор не имеет кодифицированной нормы.

### Диалекты

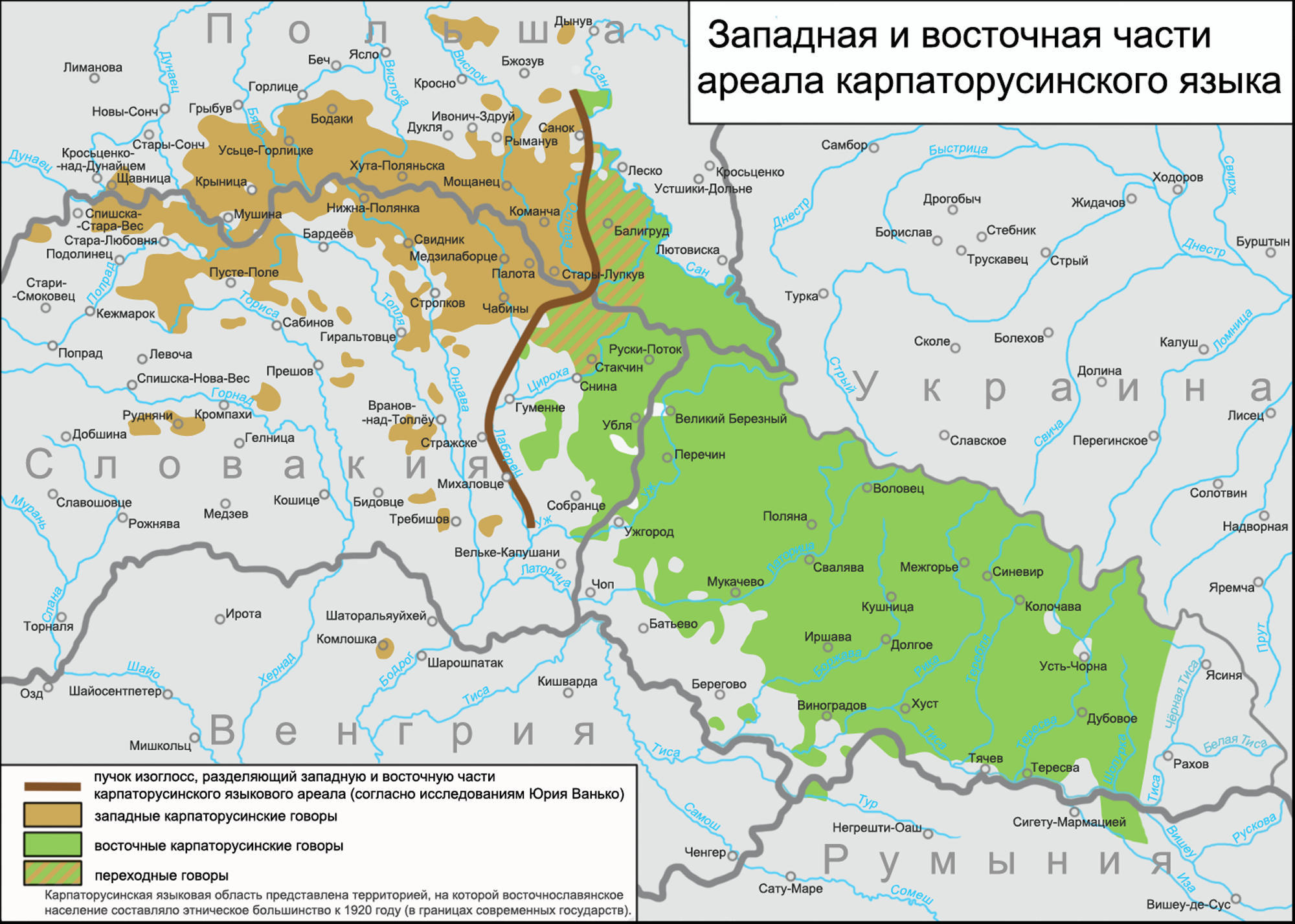
Пучок изоглосс, разделяющий западные и восточные карпаторусинские говоры

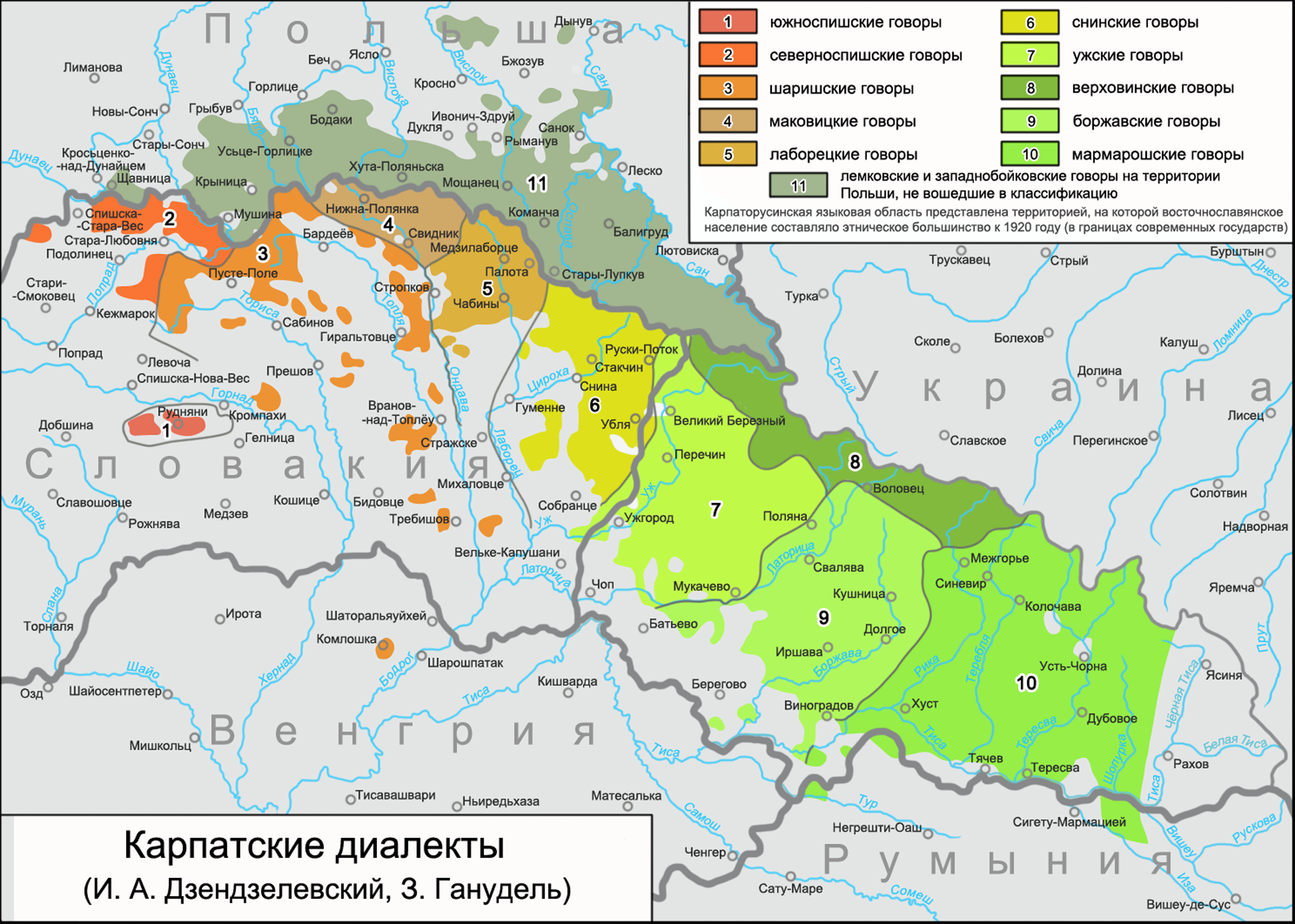
Диалекты карпаторусинского языка (согласно классификации И. А. Дзендзелевского и З. Ганудель)

Для карпаторусинского языкового ареала характерна относительно большая диалектная дробность, что является следствием целого ряда исторических, географических и других причин. В наибольшей степени на процессы дифференциации карпаторусинских диалектов оказало влияние отсутствие политического единства русин. Русинская этноязыковая общность никогда не имела своего этнического государства и не входила в какую-либо единую политико-административную единицу. До сих пор исконный русинский ареал разделён государственными и административными границами и находится в пределах нескольких стран — Словакии, Польши, Украины и отчасти Румынии и Венгрии. В каждой из этих стран русины находятся в положении национального меньшинства, а их диалекты подвержены сильному влиянию доминирующего языка того государства, в котором русины проживают. Определённое влияние на усиление диалектной дифференциации карпаторусинского ареала оказали исторические миграции русинского населения, языковые контакты как со славянским, так и с неславянским населением, отсутствие компактной области расселения (случаи расселения русин в окружении или чересполосно с носителями других языков), а также условия горного ландшафта, в которых разные части языкового ареала изолируются друг от друга значительно сильнее, чем на равнинной местности.
Первые попытки описания и классификации карпаторусинских диалектов отмечались ещё в первой половине XIX века. Этого вопроса касались такие исследователи, как М. Лучкай, Я. Головацкий, Е. Сабов, В. Гнатюк и другие. в работах этого периода изучение русинских диалектов не носило систематического характера. Научно обоснованный подход к классификации диалектов появляется в русинском языковедении только в конце XIX века в связи с развитием такой лингвистической дисциплины как лингвистическая география. В частности, в то время, на рубеже XIX—XX веков были изданы работы И. Верхратского. Его принцип разделения карпаторусинского ареала по характеру ударения, фиксированному или разноместному, используется в русинской диалектологии и в настоящее время
Согласно лингвистическим факторам (характеру распределения пучков изоглосс) и отчасти экстралингвистическим факторам, карпаторусинские диалекты делятся на западную и восточную группы. Западная (или северо-западная) группа включает севернолемковские говоры (в Польше) и южнолемковские говоры (в Словакии), а восточная группа включает закарпатские (среднезакарпатские) говоры и севернозакарпатские (бойковские) говоры (на Украине). Каждая из подгрупп состоит из ряда более мелких диалектных образований. Основная изоглосса пучка, разделяющего карпаторусинский ареал на западную и восточную части — характер ударения: в лемковских говорах ударение фиксировано на предпоследнем слоге как в польском языке и в восточнословацком диалекте, в восточных говорах ударение разноместное и подвижное как в украинском языке. Эта изоглосса дополняется большим числом других изоглосс, проходящих примерно в одном и том же направлении с севера на юг по реке Лаборец. Западный ареал включает в себя языковые элементы западнославянских языков, в основном словацких — в говорах к югу от Карпат, и в основном польских — в говорах к северу от Карпат. Восточный ареал во многом сближается с украинским языком.

## Лингвистическая характеристика
Карпаторусинские диалекты разделяют все основные языковые черты восточнославянского типа. В их числе такие фонетические черты, как:
- развитие на месте праславянских сочетаний *TorT, *TolT, *TerT, *TelT[~ 8] в середине слова полногласных групп ToroT, ToloT, TereT и TeleT: корова, ворона, молоко, берег «холм, склон», веретено, пелех «клок» — в украинском (корова, ворона, молоко, берег, веретено, пелех), в русском (корова, ворона, молоко, берег, веретено), в белорусском (карова, варона, малако, бераг, верацяно);
- формирование шипящих согласных дж/ж и ч на месте праславянских сочетаний *tj, *kt перед гласными переднего ряда и *dj: меджа, ходжу (на территории исторических регионов Марамуреш, Уж, Берег, к востоку от реки Латорицы — межа, хожу), свічка, ніч — в украинском (межа, ходжу, свіча/свічка, ніч), в русском (межа, хожу, свеча, ночь), в белорусском (мяжа, хаджу, свечка, ноч);
- деназализация праславянских носовых ę, ǫ в гласные а, у: пять, десять; зуб, дуб — в украинском (п’ять, десять; зуб, дуб), в русском (пять, десять; зуб, дуб), в белорусском (пяць, дзесяць; зуб, дуб); в некоторых говорах встречаются и иные рефлексы древних носовых, как например, месо «мясо» — в южнолемковских говорах;
- развитие праславянских сочетаний *TъrT, *TъlT, *TьrT, *TьlT в группы TerT, TorT, TolT (TouT): серп, корчма, повный — в украинском (серп, корчма, повний), в русском (серп, корчма, полный), в белорусском (серп, карчма, поўны).

К языковым чертам, как правило, неизвестным всем славянским языкам за исключением карпаторусинских диалектов и украинского языка, относятся:
- изменение праславянских *о и *е в *i в новозакрытых слогах: кінь, сім, віз, сіль; вместе с тем в карпаторусинских говорах встречаются и другие гласные в указанной позиции: кунь, кіунь, кüнь, споза гыр;
- наличие гласной i на месте праславянской *ě («ять»): сіно, літо;
- наличие гласной и на месте древней і: вити, робити, миска.

Основные отличительные особенности карпаторусинского языка, отсутствующие в общевосточнославянском, общеукраинском и западноукраинском ареалах:
- различение гласных фонем ы и и, первая из которых сформировалась на месте праславянских *y, *ъ, вторая — на месте праславянской *i;
- наличие гласной i и в некоторых позициях ÿ на месте древней *ě;
- распространение в разных говорах гласных у, ÿ и i на месте праславянских новозакрытых *о, *е, образовавшихся после падения редуцированных: вус, вÿс, віс (укр. литер. віз «воз»);
- случаи сохранения аффрикаты дж (из праславянского *dj): пряджа «пряжа»;
- стяжение гласных в основах настоящего времени глаголов на -aje-, прежде всего в форме 3-го лица единственного числа: співать (укр. литер. співає «поёт»);
- наличие в лемковских диалектах парокситонического ударения (на предпоследнем слоге);
- переход твёрдого ł в ṷ в севернолемковских говорах;
- наличие окончания -ом в формах имён существительных творительного падежа единственного числа в севернолемковских говорах;
- наличие окончания -me в формах глаголов в 1-го лица множественного числа настоящего времени: кажеме «говорим»;
- распространение польских, словацких и венгерских заимствований в лексике: вшытко «всё», єден «один», лем «только» и т. д.